# Эквиваленция
Логическая равнозначность или эквивале́нция (или эквивале́нтность) — это логическое выражение, которое является истинным тогда, когда оба простых логических выражения имеют одинаковую истинность. Двуместная логическая операция обычно обозначается символом ≡ или ↔.
Эквиваленция {\displaystyle A\iff B} — это сокращённая запись для выражения {\displaystyle (\neg A\land \neg B)\lor (A\land B)}
Задаётся следующей таблицей истинности:
| {\displaystyle a} | {\displaystyle b} | {\displaystyle a\equiv b} |
| ----------------- | ----------------- | ------------------------- |
| 0                 | 0                 | 1                         |
| 1                 | 0                 | 0                         |
| 0                 | 1                 | 0                         |
| 1                 | 1                 | 1                         |

Таким образом, высказывание A ≡ B означает «A то же самое, что B», «A эквивалентно B», «A тогда и только тогда, когда B».
Не надо путать эквиваленцию — логическую операцию с логической эквивалентностью высказываний — бинарным отношением. Связь между ними следующая:
Логические выражения {\displaystyle A} и {\displaystyle B} эквивалентны в том и только в том случае, когда эквиваленция {\displaystyle A\iff B} истинна при всех значениях логических переменных.
Инверсией эквиваленции является исключающее «или».